# B611彈箭共架系統
B611彈箭共架系統是中国航天科工集团公司九院于2010年代研制成用于外贸出口的短程地對地戰術導彈系统，也能扮演多管火箭的角色，1998年出口土耳其。 
改进型B611M於2008年亮相，2012年出口土耳其。

## 设计
该系统配备两种弹，分别是“神鹰-400”(SY-400) 制导火箭弹和“BP-12A”战术地对地导弹，采用共架垂直发射方式，射程可达350公里-400公里。使用三江集团万山特车公司的WS-2400卡車作为機動底盘。制导体制采用惯性制导加卫星导航系统。可以配用燃料空气、子母弹、末敏弹等彈頭，殺傷半徑為100公尺方圓，火箭弹可对面目标形成密集的面杀伤，地对地战术导弹可对高价值远程点目标进行精确点打击，在戰場上能攻擊敵軍集結點或指揮中心、雷達站等重要军事目标，若以岸置的話能攻擊近海行動速度較慢的船隻。
每一辆发射车就是一个发射阵地，10分钟以内完成发射，发射完后在3分钟以内能全部撤离。
外销版武器系统符合《防止彈道導彈擴散公約》的限制，射程是280公里，战斗部重量是480公斤， 因此在對外出口方面并沒有受到國際條約的限制。

### 雙彈種
B611系統上可装載兩種武器，一為“神鷹400”(SY-400) 制导火箭，“400”是指弹径，射程約350公里，采用总前控制，一台發射車可裝八枚。或是將一側的四枚“神鷹400”發射箱拆下，換裝單枚較大的“BP-12A”導彈，射程達400公里，可全程控制修正偏差。 

## 外銷

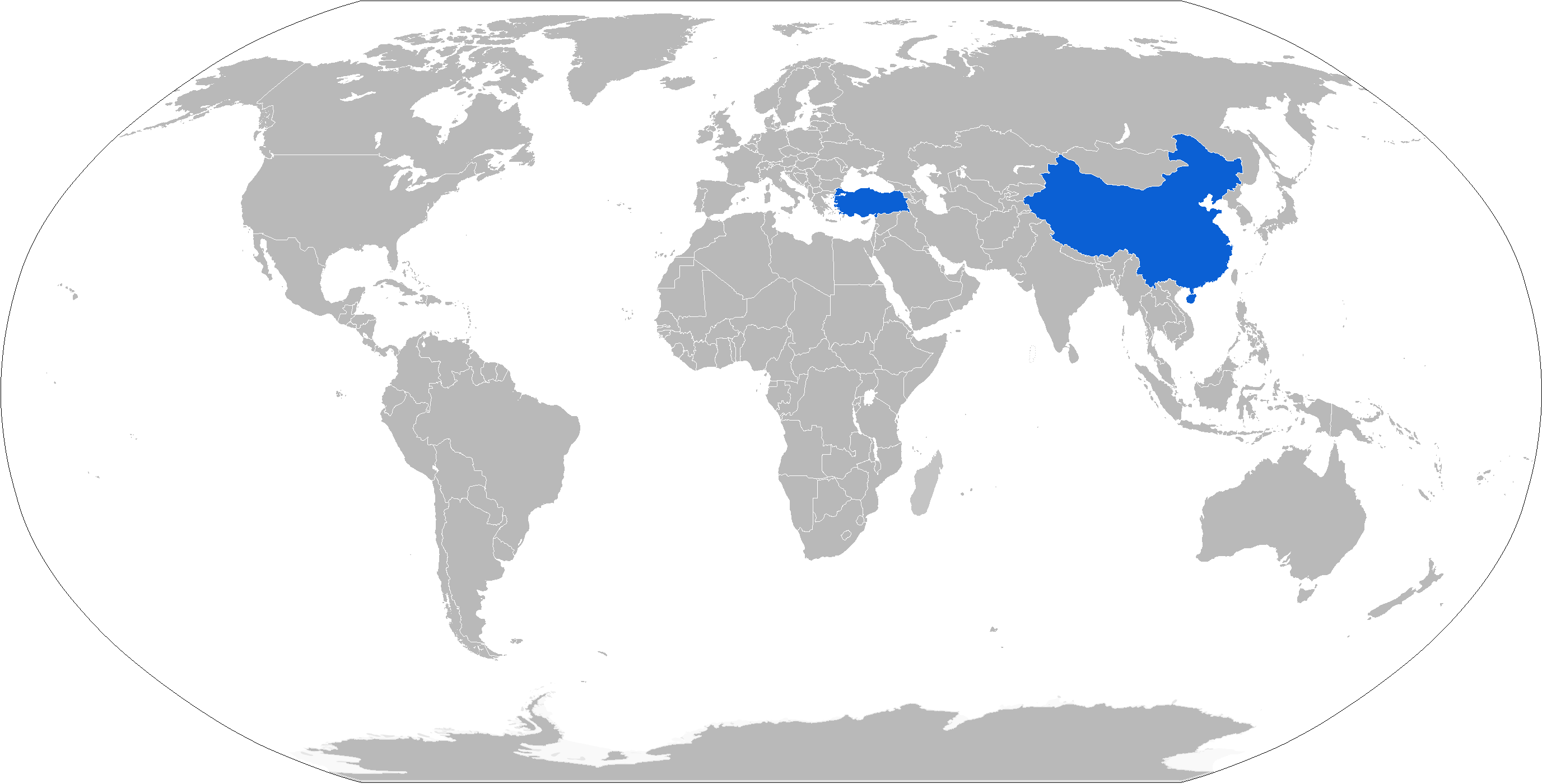
藍色區域為現役國

- 土耳其：B611M的土耳其国产化版本為「暴风」导弹 ，以捷克太脱拉815-7为底盘，于2017年5月完成首次试射，「暴风」出口型為“可汗610”，於2025年交付印尼。
- [6]